# Галлямов, Хамза Искандарович
Хамза Искандарович Галлямов (баш. Хәмзә Искәндәр улы Ғәлләмов; 2 апреля 1931, Ассы, Башкирская АССР — 16 июня 2015) — председатель Регионального духовного управления мусульман Республики Башкортостан при ЦДУМ России, муфтий, руководитель мечети «Хамза-Хаджи» в г. Уфа, руководитель благотворительного фонда Имам хазрат Хамзы хаджи.

## Биография
В 1948 году окончил Ассинскую семилетнюю школу.
В 1953 году окончил Уфимское училище искусств.
В 1961 году окончил Ташкентское военно-педагогическое училище
В 1978 году окончил географический факультет БГУ (ныне Уфимский университет науки и технологий).
Трудовую деятельность начал в Инзерском леспромхозе.
В 1962—1972 зав. отделом учебными заведениями Министерства культуры БАССР
В 1972—1975 директор детской музыкальной школы № 8 г. Уфы
В 1977—1991 художник-оформитель, возводил обелиски-памятники воинам, погибшим в Великой Отечественной войне в районах республики.
С 1995 года имам-мухтасиб Мухтасибатского правления мусульман Белорецкого района РБ и Октябрьского района г. Уфы
Занимался благотворительностью. На собственные средства в 1968 г. построил мечетный комплекс в д. Ассы. В комплекс входит мечеть «Искандар вэ Фархиниса» в честь родителей и дом для приезжих, а также лечебно-оздоровительный пансионат для малообеспеченных пенсионеров.
Построил мечеть «Тэубэ» в пос. Инзер (1999 год).
Построил мечеть «Ибрахим вэ Хамза» в д. Усмангали (2001). Оказывал помощь при строительстве мечети в д. Бердагулово.
Построил мечеть «Асия хаджия» в честь супруги в селе Булгаково уфимского района Республики Башкортостан, мечетный комплекс состоящий из мечети «Хамза» и медресе «Искандар» в микрорайоне Сипайлово г. Уфы
За свою деятельность признан почётным гражданином сел Ассы, Серменево Белорецкого района Республики Башкортостан, деревень Байгузино, Гумерово Ишимбайского района, Семилетка Дюртюлинского района, Староисаево Нуримановского района
- мечеть «Хамза-Хаджи»
- мечеть «Хамза-Хаджи»
- мечеть «Хамза-Хаджи»